# Wapen van Haaren

Wapen van Haaren (1997-2021)

Het wapen van Haaren is op 26 juni 1997  bij koninklijk besluit aan de gemeente Haaren toegekend, na een fusie met de gemeenten Esch en Helvoirt. Het is vervallen bij de gemeentelijke opdeling ingaande op 1 januari 2021 waarbij de gemeente is verdeeld over Boxtel, Oisterwijk, Vught en Tilburg

## Geschiedenis
De herkomst van het eerste wapen is onbekend. Vermoedelijk heeft de ontwerper gekeken naar de heidevelden ten zuiden van de latere spoorlijn Oisterwijk-Boxtel, waarop schaapskudden graasden (deze zijn in het begin van de twintigste eeuw vrijwel geheel door Oisterwijk geannexeerd). De burgemeester van Haaren schreef in 1839 in antwoord op een brief van de gouverneur van N-Brabant met daarin het verzoek een kopie van het gemeentewapen toe te zenden: "dat het wapen abusievelijk was verleend." In de gemeente werden, voor zover hem bekend, nauwelijks schapen gehouden. Volgens hem had men eigenlijk "een wapen, eene ploeg voorstellende" voorgesteld, omdat nu eenmaal bijna alle inwoners van Haaren dat instrument hanteerden. Men was het wapendiploma zelfs kwijt. Misschien wilde de burgemeester op deze manier een ander wapen voor de gemeente verkrijgen; in dat geval is hij daarin niet geslaagd.
Bij de gemeentelijke herindeling van 1997 werd besloten een geheel nieuw wapen te ontwerpen. De molenijzers zijn ontleend aan het wapen van Dirk de Rover, die op 22 maart 1357(of 58) beleend werd met enkele goederen onder Haaren en tevens het jachtrecht verkreeg rond Haaren, Esch en Helvoirt. Dit verklaart drie van de vier molenijzers (Dirk de Rover voerde een wapen met drie rode molenijzers). Het vierde molenijzer staat voor het dorp Biezenmortel. De boom in het nieuwe wapen is een symbool voor vrijheid en zelfstandigheid en de kleuren van het wapen zijn ontleend aan het wapen van het voormalige Kwartier van Oisterwijk.

## Blazoen

wapen van Haaren (1818 - 1997)

### Eerste wapen (1818)
De beschrijving van het wapen dat op 14 oktober 1818  werd verleend, luidt: 
Van sijnople beladen met een schaap en een lam, loopende op een terras, alles van zilver, en gekeerd ter regter zijde des schilds.
N.B.:
- De heraldische kleuren zijn sijnople (groen) en zilver (wit).

### Tweede wapen (1997)
De beschrijving van het wapen dat op 26 juni 1997  werd verleend, luidt: 
In azuur een geplante boom, in het schildhoofd vergezeld van vier molenijzers, alles van zilver. Het schild gedekt met een gouden kroon van drie bladeren en twee parels.
N.B.:
- De heraldische kleuren zijn azuur (blauw) en zilver (wit).

## Verwante wapens
De molenijzers uit het wapen van Dirk de Rover komen ook voor in de volgende wapens:

Het wapen van Dirk de Rover en de latere Heren van Montfoort
Wapen van Vlierden
Wapen van Laarbeek